# Ana Madrazo
Ana María Madrazo Díaz (Cabezón de la Sal, 28 de septiembre de 1961) es una política española.

## Biografía
Cursó en la Universidad de Oviedo la licenciatura en Ciencias Económicas y Empresariales. Fue directora general de Hacienda de Cantabria desde el año 2000 hasta 2003. Desde 2007 hasta 2011 fue concejala y portavoz del Grupo Municipal Popular del Ayuntamiento de Cabezón de la Sal.
Ha sido diputada por Cantabria en la VIII, IX, X, XI y XII legislaturas.